# Operaciones booleanas sobre polígonos
En computación gráfica, las operaciones booleanas sobre polígonos (conjunción, disyunción, complemento, o exclusivo, etc.) operan sobre uno o más conjuntos de polígonos. Estos conjuntos de operaciones son ampliamente utilizados en la generación de gráficos por computadora, CAD, y en EDA (en el diseño y verificación de circuitos integrados).

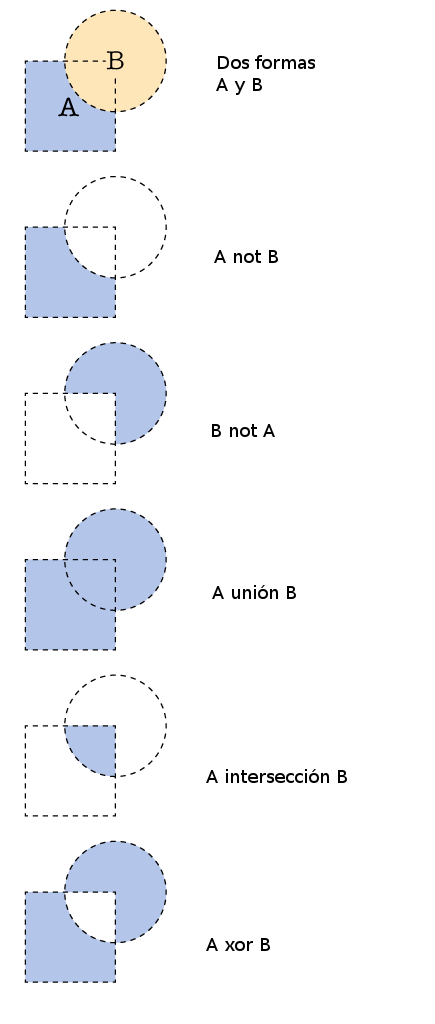
Principales operaciones booleanas

## Algoritmos
- Algoritmo de Greiner–Hormann
- Algoritmo de Vatti
- Algoritmo de Sutherland–Hodgman
- Algoritmo de Weiler–Atherton

## Usos en software
Los primeros algoritmos para realizar las operaciones booleanas sobre polígonos se basaban en el uso de bitmaps. Utilizar bitmaps para modelar formas de polígonos tiene muchas desventajas. Una de ellas es el alto consumo de memoria debido a que la resolución del polígono es proporcional al número de bits utilizados para representar los polígonos. Mientras más alta sea la resolución deseada, mayor es el número de bits requeridos.
Las implementaciones modernas de las operaciones booleanas sobre polígonos tienden a utilizar algoritmos de barrido de planos (o algoritmos de barrido de líneas).
Las operaciones booleanas sobre polígonos convexos y los polígonos monótonos de misma dirección pueden ser realizados en tiempo lineal.